# Danuta Iwanow
Danuta Iwanow, po mężu Jaworska (ur. 5 grudnia 1936 w Tarnowskich Górach, zm. 10 lipca 1988) – polska koszykarka, występująca na pozycjach rozgrywającej lub rzucającej, reprezentantka Polski, medalistka mistrzostw Polski.

## Osiągnięcia
Na podstawie, o ile nie zaznaczono inaczej.
Drużynowe
- Brązowa medalistka mistrzostw Polski (1956, 1965, 1967)

Reprezentacja
- Uczestniczka mistrzostw Europy (1958 – 5. miejsce, 1964 – 5. miejsce  1966 – 8. miejsce )[4][5][6]